# برکای آتش
برکای آتش (به ترکی استانبولی: Berkay Ateş) (زاده ۱۹ فوریه ۱۹۸۷، استانبول) بازیگر سریال‌های تلویزیونی، سینما و تئاتر ترکیه است.

## زندگی‌نامه
آتش در ۱۹ فوریه ۱۹۸۷ در استانبول به دنیا آمد. مادرش اهل ملطیه و پدرش اهل اردهان است. او فارغ التحصیل رشته تئاتر از دانشگاه هنرهای زیبای معمار سنان است. او اولین حضور سینمایی خود را با فیلم معجزه ناتمام انجام داد.
او در سال ۲۰۱۵ جایزه بازیگر جوان آینده‌دار بیست و دومین جشنواره بین‌المللی فیلم آدانا را برای بازی در فیلم جنون دریافت کرد. او به طور همزمان کار خود را روی صحنه ادامه داد و اولین حضور تلویزیونی خود را در سال ۲۰۱۶ با ایفای نقش در خیابان‌های استانبول انجام داد. او بیشتر برای بازی در سریال تلویزیونی مادر شناخته شد، اما با بازی در نقش ماهسون در گودال و اوزان آکینسل در شعله‌ور نقش برجسته‌ای داشت.

## فیلم‌شناسی

### فیلم
| سینما | سینما        | سینما | سینما           |
| سال   | نام          | نقش   | یادداشت         |
| ----- | ------------ | ----- | --------------- |
| ۲۰۱۳  | معجزه ناتمام | شورشی | بازیگر نقش کمکی |
| ۲۰۱۵  | جنون         | احمد  | بازیگر نقش اصلی |
| ۲۰۱۹  | دیده شده‌است  | ذاکر  | بازیگر نقش اصلی |

### سریال
| تلویزیون  | تلویزیون           | تلویزیون     | تلویزیون        | تلویزیون   |
| سال       | نام                | نقش          | یادداشت         | کانال      |
| --------- | ------------------ | ------------ | --------------- | ---------- |
| ۲۰۱۶      | خیابان‌های استانبول | سالتوک       | بازیگر نقش کمکی | شو تی‌وی    |
| ۲۰۱۶–۲۰۱۷ | مادر               | چنگیز ییلدیز | بازیگر نقش کمکی | استار تی‌وی |
| ۲۰۱۸      | گولیزار            | فتاح         | بازیگر نقش کمکی | کانال د    |
| ۲۰۱۸–۲۰۲۰ | گودال              | ماهسون/فیکرت | بازیگر نقش کمکی | شو تی‌وی    |
| ۲۰۲۰–۲۰۲۱ | شعله‌ور             | اوزان آکینسل | بازیگر نقش کمکی | شو تی‌وی    |
| ۲۰۲۱–۲۰۲۲ | بی‌صداقت            | آراس         | بازیگر نقش اصلی | کانال د    |

### تئاتر
| تئاتر   | تئاتر                                                                    | تئاتر               |
| سال     | نام                                                                      | مکان                |
| ------- | ------------------------------------------------------------------------ | ------------------- |
| ۲۰۱۴/۱۵ | بنفشه بایگانی‌شده در ۲۰ مارس ۲۰۱۷ توسط Wayback Machine                    | تئاتر D22           |
| ۲۰۱۵/۱۶ | بیست و پنج بایگانی‌شده در ۲۰ مارس ۲۰۱۷ توسط Wayback Machine               | تئاتر D22           |
| ۲۰۱۵/۱۶ | بنت بایگانی‌شده در ۲۰ مارس ۲۰۱۷ توسط Wayback Machine                      | تئاتر D22           |
| ۲۰۱۶/۱۷ | بوسه پرنده بایگانی‌شده در ۲۰ مارس ۲۰۱۷ توسط Wayback Machine               | تئاتر D22 / صحنه مد |
| ۲۰۱۶/۱۷ | از چشم من به جهان بنگرید بایگانی‌شده در ۲۰ مارس ۲۰۱۷ توسط Wayback Machine | عمارت D22           |

## جوایز
| سال  | سازمان جایزه                         | دسته‌بندی                       |
| ---- | ------------------------------------ | ------------------------------ |
| ۲۰۱۵ | بیست و دومین جشنواره فیلم پیله طلایی | جایزه بازیگر مرد جوان آینده‌دار |
| ۲۰۱۷ | جایزه ادبی جودت کودرت                | تئاتر (حقیقت، مطمئناً یک روز)   |